# Seiya Maikuma
Seiya Maikuma (Nagasaki, 16 de octubre de 1997) es un futbolista japonés que juega en la demarcación de lateral derecho para el AZ Alkmaar de la Eredivisie.

## Selección nacional
Hizo su debut con la selección de fútbol de Japón el 12 de septiembre de 2023 en un partido amistoso contra Turquía que finalizó con un resultado de 4-2 a favor del combinado japonés tras los goles de Ozan Kabak y Bertuğ Yıldırım para Turquía, y de Atsuki Ito, Junya Ito y un doblete de Keito Nakamura para Japón.

## Clubes
| Club             | País         | Año       | Partidos | Goles |
| ---------------- | ------------ | --------- | -------- | ----- |
| V-Varen Nagasaki | Japón        | 2020-2021 | 75       | 7     |
| Cerezo Osaka     | Japón        | 2022-2024 | 95       | 7     |
| AZ Alkmaar       | Países Bajos | 2024-     | 44       | 2     |